# Chahla Atailia
Chahla Atailia est une judokate algérienne.

## Carrière
Chahla Atailia remporte la médaille d'or des moins de 72 kg aux Jeux panarabes de 1997 à Beyrouth.
Chahla Atailia évolue ensuite dans la catégorie des plus de 78 kg. Elle est médaillée de bronze aux Championnats d'Afrique de judo 1998 à Dakar, aux Jeux africains de 1999 à Johannesbourg, aux Jeux africains de 2003 à Abuja et aux Championnats d'Afrique de judo 2005 à Port Elizabeth.